# Chudobismus
Chudobismus (anglicky povertyism, původem v anglickém poverty = chudoba) nebo také aporofobie (původně ze španělského aporofobia, z řečtiny: „ἄπορος“ (áporos), „bez zdrojů, chudý“ a „φόβος“ (fobos), „strach“) označuje negativní postoje a chování vůči lidem ocitajícím se v chudobě.
S konceptem aporofobie přišla v 90. letech 20. století španělská filozofka Adela Cortina, profesorka etiky a politické filozofie na Univerzitě ve Valencii, k odlišení tohoto postoje od xenofobie (odmítání cizinců) a od rasismu (diskriminace na základě příslušnosti k etnické skupině).
Již v roce 1993 začaly první snahy o legislativní ukotvení ochrany před diskriminací na základě chudoby. Sheilagh Turkington, tehdy student práv na Univerzitě v Torontu, předložil návrh na doplnění Ontarijského lidskoprávního řádu. Ve Francii došlo 24. června 2016 k zákazu diskriminace na základě „sociální prekarity“ úpravou trestního práva, zákoníku práce a anti-diskriminačního zákona. Zpravodaj OSN pro problematiku extrémní chudoby a lidských práv, Olivier De Schutter, chudobismus označil za stejně závažnou formu diskriminace jako rasismus či sexismus.